# Progon Nijemaca nakon Drugog svjetskog rata
Progon Nijemaca (njemački Flucht und Vertreibung) počeo je odmah nakon završetka Drugog svjetskog rata i poraza Trećeg Reicha, kada su u SSSR-u, Čehoslovačkoj, Mađarskoj, Poljskoj i Jugoslaviji – sve državama koje su se nalazile pod njemačkom okupacijom – počeli osvetnički pohodi i masovna protjerivanja autothonih pripadnika te nacije sa svojih teritorija, namećući im kolektivnu krivnju zbog ratnih zločina nacista tijekom rata.
S barem 12 millijuna Nijemaca izravno pogođenih, vjerojatno 14 millijuna ili više, to je bilo najveće premještanje bilo koje etničke skupine u modernoj povijesti i najveće od svih evakuacija ili premještanja nakon Drugog svjetskog rata u Europi. Nijemci su nakon 1945. protjerani iz mnogih država Europe, te su većinom pronašli utočište u Njemačkoj i Austriji, ali dobar dio i u SAD-u. Taj događaj se uglavnom klasificira kao "razmjena stanovništva" ili kao etničko čišćenje. Neki povjesničari idu toliko daleko da progon karakteriziraju kao genocid. Primjerice, Rudolph J. Rummel ga je svrstao i kao democid i kao genocid.
Progon se odvijao u tri faze: prva je bila prilikom njemačkog bijega od nadolazeće Crvene armije 1944. – 1945., druga odmah nakon poraza Njemačke kada su Nijemci postali "nepoželjan narod", a treća, organizirana, nakon sporazuma u Potsdamu, koji je prekrojio granice i odobrio "humani" progon Nijemaca iz zapadne Poljske, Čehoslovačke i Mađarske. Događaji su dugo vremena bili tabu tema u Europi, pa i u samoj Njemačkoj, zbog nastojanja da se ne širi mržnja i netrpeljivost nakon mračnog ratnog razdoblja 1940-ih.
Tijekom tog masovnog pogroma, pri bijegu u Njemačku od 1945. do 1950. poginulo je puno nedužnih civila. Točan broj poginulih Nijemaca je nepoznat, no procjene sežu od najmanje 500.000 do najviše 3 milijuna žrtava, čime je to jedna od najvećih katastrofa u modernoj ljudskoj povijesti.

## Uvod
Od 13. stoljeća nadalje, Nijemci su migrirali prema istoku, često uz aktivnu potporu mjesnih knezova i monarha. Od 1900-ih, njemačke zajednice bile su raspršene po Prusiji i Baltiku, s velikim gradovima kao što su Danzig i Königsberg (danas Kalinjingrad), Austro-Ugarskoj (dijelovi Mađarske, Rumunjske, Vojvodine) te čak i duboko unutar Rusije, poglavito oko Volge. Neki Nijemci na tim područjima bili su zemljovlasnici, kleri i službenici. Radikalizacija Njemačke uspostavom Trećeg Reicha dovela je do tzv. Drang nach Osten, pokušaja ekspanzije prema istoku na račun drugih nacija. Treći Reich napao je desetak europskih država, prouzročio desetke milijuna mrtvih i velika razaranja. Nakon poraza u Staljingradu i Kursku, situacija se preokrenula te je poraz nacizma postao neizbježan.

## Bijeg Nijemaca
| Karta rasprostranjenosti njemačkog jezika po Europi prije Prvog svjetskog rata (lijevo) i poslije Drugog svjetskog rata (desno) |  | Karta rasprostranjenosti njemačkog jezika po Europi prije Prvog svjetskog rata (lijevo) i poslije Drugog svjetskog rata (desno) |
| Karta rasprostranjenosti njemačkog jezika po Europi prije Prvog svjetskog rata (lijevo) i poslije Drugog svjetskog rata (desno) |  | |

Prilikom protuofenzive Crvene armije, mnogi Nijemci su postali svjesni da će uslijediti osvetnički pohodi protiv njih, bez obzira na to da li su sudjelovali u ratu ili ne. Ulaskom Sovjeta u Kalinjingradsku oblast, uslijedio je pokolj u Nemmersdorfu koji je proširio paniku među Nijemcima.
Planovi za evakuaciju njemačkog stanovništva prema zapadnoj Njemačkoj su odgođeni sve dok nije postalo očito da Wehrmacht gubi bitku i ne može zaustaviti invaziju Sovjeta. U ljeto 1944., organiziran je prvi spontani bijeg prema zapadu. Kolone izbjeglica duge kilometrima bježale su po snijegu od nadolazeće Crvene armije. Kada ih je vojska stigla, mnogi su poginuli od borbenih zrakoplova ili tenkova.
Između 23. siječnja i 5. svibnja 1945., oko 200.000 Nijemaca, uglavnom žene, djece i staraca, je evakuirano brodovima iz istočne Pruske i Baltičkih država u izbjegličke logore u Dansku u operaciji Hanibal. Posljednje izbjeglice napustile su Dansku tek 1949.
Nakon rata, Potsdamska konferencija je predvidjela "premještanje Nijemaca iz Poljske, Mađarske i Čehoslovačke u Njemačku na uredan i humani način."
Pripadnici tog naroda bježali su sa svojom prtljagom iz tih zemalja u vagonima, autima, kočijama ili čak i pješice.

### Čehoslovačka
Tako je počela serija protjerivanja Nijemaca diljem istočne Europe koju su tada kontrolirali Rusi. Vlasništvo i roba Nijemaca je zaplijenjena te potom prebačena u SSSR, nacionalizirana ili podijeljena stanovnicima tih država. Najviše je bilo protjerivanja iz Čehoslovačke i Poljske.
U svibnju 1945., bilo je oko 3.050.000 Nijemaca u Čehoslovačkoj. Već sljedeća tri mjeseca, protjerano je između 700.000 i 800.000 Nijemaca koji su kolektivno okrivljeni za agresiju na Češku. Progon su ohrabrivali češki političari i lokalni stanovnici. Do listopada 1946., oko 1,3 milijuna Nijemaca je protjerano u Zapadnu Njemačku a oko 800.000 u Istočnu. Otprilike je sveukupno 2,2 milijuna Nijemaca napustilo tu državu, a u srpnju 1946. je 14.400 pripadnika tog naroda napuštalo granicu dnevno. Procjene o broju žrtava tijekom tog razdoblja (od gladi, ubojstava, bolesti i zarobljeništvu u logorima) kreću se od 20.000 do 250.000.

### Mađarska
U Mađarskoj, protjerivanje Nijemaca nisu provodili samo mađarski političari, nego i sovjetski. Već prije rata, oko 60.000 Nijemaca je pobjeglo iz zemlje. U siječnju 1945., uhićeno je oko 32.000 Nijemaca i odvedeno na prisilni rad u SSSR. Jedino Nijemci koji su bili u braku s Mađarom su pošteđeni. Većini ostalih obitelji je pak izbrisano mađarsko državljanstvo te su morali pronaći novi dom u Njemačkoj.

### Nizozemska
Nizozemska je vlada odlučila protjerati oko 4.000 Nijemaca u operaciji "Crni tulipan". Usred noći, njemačke obitelji su uhićene te im je dan jedan sat da spakiraju 50 kg prtljage prije nego što će napustiti zemlju.

### Poljska
U Poljskoj, NKVD je uhapsio gotovo cjelokupnu njemačku mušku populaciju istočno od Odre te ih deportirao u posebne sabirne logore. Nitko nije oslobođen prije 1948. Tek 1950. su logori predani vladi Istočne Njemačke. Imali su između 122.000 i 150.000 zatvorenika, od kojih je najmanje 43.000 poginulo. Poljaci su tada općenito osjećali antagonizam prema Nijemcima zbog ratnih razaranja njihove zemlje ali i milijun poljskih izbjeglica tijekom sukoba. Mnoge skupine su vršile razne nekažnjene zločine protiv Nijemaca, kao što su pljačkanje, ubojstva, premlaćivanje pa i silovanje.
Neki su pak sovjetski vojnici bili prestravljeni nasiljem te su štitili Nijemce. Prema nekim procjenama, do 7 milijuna ljudi je protjerano iz Poljske.

### Rumunjska
Već nakon ulaska sovjetskih vojnika u Rumunjsku, započeo je progon Nijemaca iz te države. Neki su prisilno raseljeni dok su drugi dobrovoljno otišli zbog neprijateljske atmosfere prema njihovoj naciji i kulturi. A velik dio je deportiran u SSSR radi prisilnog rada. I ovdje je bilo mrtvih tijekom tog procesa. Od 745.421 Nijemca u Rumunjskoj prije rata 1930. (4 % ukupnog stanovništva), samo ih je 400.000 ostalo do 1950. U razdoblju od 1946. do 1950. Nijemci nisu niti imali pravo glasovanja. 1992. bilo je još samo 119.646 Nijemaca.

### Sovjetski Savez
Nakon njemačke invazije na SSSR 1941., Staljin je naredio deportaciju autothonih Nijemca u Rusiji, koji su tada gledani kao "potencijalni neprijatelji" – otprilike 390.000 Nijemaca kraj Volge i 80.000 Nijemaca u Lenjingradu – prema istoku zemlje i što dalje od blizine fronte, u Sibir, Kirgistan i Kazahstan. Tamo su vršili prisilni rad. Procjenjuje se da je otprilike 1 milijun od 1,5 milijuna Sovjetskih Nijemaca raseljeno prema istoku SSSR-a. Tijekom protuofenzive Crvene armije, otprilike 250.000 Nijemaca je pobjeglo iz Šleske i drugih dijelova Poljske u Njemačku. Samuel Sinner procjenjuje da je oko 300.000 Nijemaca preminulo zbog posljedica nasilnog premještanja po Rusiji 1941. – 1946.
Nakon rata, mnogo Nijemaca u Rusiji je deportirano u gulage. Oko pola milijuna se preselilo u Njemačku. Ipak, usprkos teškim vremenima, nezaposlenosti i traženju azila u Njemačkoj, njemačka manjina se od svih spomenutih država najviše očuvala u Rusiji. 2002. bilo je 597.212 Nijemaca u toj državi, od toga oko 350.000 u sibirskoj regiji.

### Jugoslavija
Od oko 540.000 Nijemaca koliko ih je živjelo u Jugoslaviji do 1941. godine, oko 95.000 se našlo u sklopu njemačkih, mađarskih i hrvatskih vojnih jedinica, a oko 245.000 Nijemaca je evakuirano u Njemačku prije nego što je Jugoslavija obnovljena pod Titovim režimom. U razdoblju od listopada 1944. do travnja 1945., preostalih oko 200.000 Nijemaca našlo se u Titovoj Jugoslaviji. Još od 1941. do 1944. je u napadima partizana na njemačka naselja okrutno ubijeno oko 1.500 civila. U razdoblju od listopada 1944. do lipnja 1945. okrutno je
strijeljano ili na neki drugi način ubijeno oko 9.500 muškaraca i žena. Krajem 1944. oko 8.000 žena i 4.000 muškaraca deportirano je u SSSR. S iznimkom od oko 8.000 ljudi, preostalih oko 170.000 etničkih njemačkih civila (od djece do starijih osoba) je u razdoblju od 1945. do 1948. godine bilo otjerano u logore. Oko 51.000 žena, djece i staraca podleglo je bolestima, gladi, drugim nedaćama. Od ukupno oko 64.000 žrtava u Jugoslaviji u razdoblju od 1941. do 1948., oko 40.000 je dokumentirano imenom i prezimenom. 
Dio je radno sposobnih Nijemaca završio u SSSR-u kao jugoslavenska isplata SSSR-u u radnoj snazi za oslobodilačke usluge na području Vojvodine. Samo na Božić 1944. sve muškarce od 18-45 godina i žene od 18-30 (poslije i one do 35) oteli su iz domova i stočnim vagonima poslali u SSSR. Od 40 do 45.000 njemačke djece mlađe od 14 godina poslano je u Titove logore, od čega je najmanje 6.000 izgladnjelo do smrti. Djecu su brutalno odvajali od matera koje su poslane na prisilni rad u SSSR. Tek se svaka treća žena vratila, ali ne u zavičaj, nego u Istočnu Njemačku. Oteta djeca pomrla su po logorima zbog svjesno održavanih loših uvjeta, što im je davalo osobine logora smrti. To se vremenom pročulo u SAD-u pa su Više od 20.000 djece, osobito onih do 3 godine koji se ničeg prije nisu sjećali, iz tih je logora odvedeno u sirotišta diljem FNRJ. Odvajali su ih od druge njemačke djece da bi zaboravila njemački. Dana su im slavenska imena, odgajani u averziji prema svemu njemačkom i poslana su u krajeve daleko od zavičaja. 1950. godine u Salzburger Nachrichtenu izašlo je otvoreno pismo o tragediji njemačke djece i roditelja, no Eleanor Roosevelt, zadužena za ljudska prava u UN-u nije reagirala. Mirko Tepavac, istaknuti partizanski i komunistički rukovodilac za Banat, osobno je napisao da je jugoslavenska vlada "pobjednički samozadovoljno" izvršila pogrom i genocid nad njemačkom manjinom nakon rata. Neki od najpoznatijih logora za Nijemce nakon rata bili su sabirni logor Velika Pisanica, sabirni logor Josipovac, radni logor Valpovo, Logor Knićanin (Rudolfsgnad) i logor Krndija.
Nijemci u Hrvatskoj smanjeni su s 98.990 pripadnika prema popisu stanovništva 1931. na samo 10.114. Godine 1948., dakle ostao je samo 1 od 10 Nijemaca.
Nijemci u Vojvodini također su bili podvrgnuti torturi. 1931. bio je registriran 328.631 Nijemac u toj pokrajini, čime su bili treća najbrojnija zajednica, iza Srba i Mađara. 1948., bilo ih je još samo 28.869, a taj broj se nastavio smanjivati do 1980-ih.
U Sloveniji je prije rata bilo oko 24.000 Nijemaca. 1948., samo se još 1.824 osoba izjasnilo kao Nijemci a 745 kao Austrijanci. Najmanje 9.000 je prisilno deportirano od jugoslavenskih vlasti a ostali su dobrovoljno otišli ili su ubijeni.

## Demografske procjene

### Demografsko istraživanje Zapadne Njemačke 1958.
Prema istraživanju Zapadne Njemačke 1958., nakon 1945. bilo je 11.893.200 njemačkih izbjeglica protjeranih diljem Europe, mnogi od kojih su pronašli utočište u Njemačkoj. Od toga broja, nestalo je ili ubijeno 2.250.000 osoba. Te brojke međutim sadrže i smrti uzrokovane od gladi i bolesti tijekom bijega.
| Opis                                         | Njemačko stanovništvo 1939. | Ratne smrti | Prirodni prirast 1939. – 50. | Ostali u istočnoj Europi i SSSR-u 1950. | Protjerani do 1950. | Poginuli tijekom progona |
| -------------------------------------------- | --------------------------- | ----------- | ---------------------------- | --------------------------------------- | ------------------- | ------------------------ |
| Njemačka, granice 1937. (istočne provincije) | 9.575.200                   | 667.500     | 546.000                      | 1.134.000                               | 6.981.000           | 1.338.700                |
| Poljska, granice 1939.                       | 1.371.000                   | 108.000     | 46.000                       | 436.000                                 | 688.000             | 185.000                  |
| Slobodni grad Gdansk                         | 380.000                     | 22.000      | 22.000                       | 4.000                                   | 290.800             | 83.200                   |
| Čehoslovačka                                 | 3.477.000                   | 180.000     | 235.000                      | 258.700                                 | 3.000.400           | 272.900                  |
| Baltičke republike                           | 249.500                     | 15.000      | 5.700                        | 19.300                                  | 169.500             | 51.400                   |
| Jugoslavija                                  | 536.800                     | 40.000      | 23.500                       | 87.000                                  | 297.500             | 135.800                  |
| Mađarska                                     | 623,000                     | 32,000      | 17,000                       | 338,000                                 | 213,000             | 57,000                   |
| Rumunjska                                    | 786.000                     | 35.000      | 41.000                       | 438.000                                 | 253.000             | 101.000                  |
| Ukupno                                       | 16.998.500                  | 1.099.500   | 936.200                      | 2.717.000                               | 11.893.200          | 2.225.000                |

### Procjene Federacije prognanih
Federacija prognanih, njemačka udruga izbjeglih iz istočne Europe, sastavilo je procjenu da je bilo preko 13.5 milijuna izbjeglica a od tog broja oko 2.2 milijuna je umrlo ili nestalo:
| Vremensko razdoblje | Broj protjeranih | Počinitelji progona     | Protjerani, deportirani, pobjegli iz                                                | Prema sljedećem odredištu    | Poginuli tijekom progona |
| ------------------- | ---------------- | ----------------------- | ----------------------------------------------------------------------------------- | ---------------------------- | ------------------------ |
| 1941. – 1942.       | 900.000          | SSSR                    | Ukrajina, Njemačka autonomna sovjetska socijalistička republika Volga, Kavkaz, itd. | Sibir, središnja Azija, itd. | 210.000                  |
| 1944. – 1948.       | 200.000          | Jugoslavija             | Jugoslavija                                                                         | Njemačka, Austrija           | 62.500                   |
| 1945.               | 75.000           | SSSR, Rumunji           | Rumunjska                                                                           | SSSR                         | 11.000                   |
| 1944. – 1948.       | 2.209.000        | Poljska, SSSR           | Istočna Njemačka, istočna Pruska                                                    | Njemačka                     | 299.000                  |
| 1945. – 1948.       | 5.820.000        | Poljska                 | Bivša istočna Njemačka                                                              | Njemačka                     | 914.000                  |
| 1945. – 1948.       | 367.000          | Poljska                 | Slobodni grad Gdansk                                                                | Njemačka                     | 83.000                   |
| 1945. – 1948.       | 3.159.000        | Čehoslovačka            | Čehoslovačka                                                                        | Njemačka, Austrija           | 238.000                  |
| 1945. – 1948.       | 857.000          | Poljska                 | Poljska                                                                             | Njemačka                     | 185.000                  |
| 1945. – 1948.       | 320,000          | Poljska, SSSR           | Poljska, Istočna Njemačka                                                           | Zapadna Njemačka             | 99.000                   |
| 1945. – 1948.       | 30.000           | SSSR                    | Poljska, Istočna Njemačka                                                           | Sibir, središnja Azija       | 10.000                   |
| 1945. – 1946.       | 280.000          | SSSR, zapadni saveznici | Središnja Njemačka                                                                  | Sibir, središnja Azija       | 90.000                   |
| 1946. – 1948.       | 250.000          | Mađarska                | Mađarska                                                                            | Njemačka, Austrija           | 6.000                    |
| Ukupno              | 13.567.000       |                         |                                                                                     |                              | 2.207.500                |

### Broj izbjeglica
| Raspodjela 11.935.000 njemačkih izbjeglica po Njemačkoj (1950.) | Raspodjela 11.935.000 njemačkih izbjeglica po Njemačkoj (1950.) | Raspodjela 11.935.000 njemačkih izbjeglica po Njemačkoj (1950.) | Raspodjela 11.935.000 njemačkih izbjeglica po Njemačkoj (1950.) | Raspodjela 11.935.000 njemačkih izbjeglica po Njemačkoj (1950.) |
| --------------------------------------------------------------- | --------------------------------------------------------------- | --------------------------------------------------------------- | --------------------------------------------------------------- | --------------------------------------------------------------- |
| Pokrajina                                                       | Broj izbjeglica                                                 | % (udio u broju izbjeglica)                                     | % (udio u stanovništvu pokrajine)                               |                                                                 |
| Bavarska                                                        | 1.937.000                                                       | 16,2 %                                                          | 21 %                                                            |                                                                 |
| Donja Saska                                                     | 1.851.000                                                       | 15,5 %                                                          | 27 %                                                            |                                                                 |
| Sjeverna Rajna-Vestfalija                                       | 1.332.000                                                       | 11,2 %                                                          | 10 %                                                            |                                                                 |
| Mecklenburg-Zapadno Pomorje                                     | 981.000                                                         | 8,2 %                                                           | 45 %                                                            |                                                                 |
| Saska-Anhalt                                                    | 961.000                                                         | 8,1 %                                                           | 23 %                                                            |                                                                 |
| Baden-Württemberg                                               | 862.000                                                         | 7,2 %                                                           | 13,5 %                                                          |                                                                 |
| Schleswig-Holstein                                              | 857.000                                                         | 7,2 %                                                           | 33 %                                                            |                                                                 |
| Saska                                                           | 781.000                                                         | 6,5 %                                                           | 14 %                                                            |                                                                 |
| Hessen                                                          | 721.000                                                         | 6 %                                                             | 16,5 %                                                          |                                                                 |
| Thüringen                                                       | 607.000                                                         | 5,1 %                                                           | 20,5 %                                                          |                                                                 |
| Brandenburg                                                     | 581.000                                                         | 4,9 %                                                           | 23 %                                                            |                                                                 |
| Rheinland-Pfalz                                                 | 152.000                                                         | 1,3 %                                                           | 5 %                                                             |                                                                 |
| Zapadni Berlin                                                  | 148.000                                                         | 1,2 %                                                           | 6,9 %                                                           |                                                                 |
| Hamburg                                                         | 116.000                                                         | 1 %                                                             | 7,2 %                                                           |                                                                 |
| Bremen                                                          | 48.000                                                          | 0,4 %                                                           | 8,6 %                                                           |                                                                 |

## Analize događaja
Njemački pisac Günter Grass je u romanu Korakom raka opisao događaj simboličnom pričom o brodu Willhelmu Gustloffu kojeg su 30. siječnja 1945. potopile sovjetske snage, te s njim 9000 njemačkih izbjeglica, od kojih su 4000 bili djeca. Profesor dr. Alfred de Zayas je nazvao progon Nijemaca genocidom i jednim od najvećih prešutnih zločina saveznika. U svojoj je izjavi rekao:
"Kada sam bio student povijesti na Harvardu 1970., nisam znao ništa o protjerivanju Nijemaca. Nijedan od mojih profesora povijesti nije smatrao taj događaj ni vrijednim spominjanja, a kamoli vrijednim istraživanja. Zanimljivo, o tom događaju nisam prvi put čuo na predavanju iz povijesti, nego na seminaru o pravilu ratovanja...Ubrzo sam otkrio da nije slučajnost što nema gotovo ništa napisano na engleskom o toj temi – ona je bila tabu...Nürnberški proces je odredio da je njemački politički vrh počinio ratne zločine i zločin protiv čovječnosti na temelju tih masovnih progona. Zbog toga je upravo i specifična anomalija da su se sami saveznici uključili u politiku progona mnogo većih razmjera od onih koje su počinili nacisti."
Rudolph J. Rummel je progon nazvao democidom. Martin Shaw i and W.D. Rubinstein su progon nazvali genocidom. Felix Ermacora je 1991. napisao da je protjerivanje Sudetskih Nijemaca bio genocid. Sveukupno, oko 1/7 njemačke nacije je bila zahvaćena raseljavanjem i bijegom. Danas su potomci njemačkih izbjeglica integrirani u njemačko društvo i imaju njemačko državljanstvo te udruge kojima podsjećaju na događaj.
Godine 1990. čehoslovački predsjednik Vaclav Havel je uputio ispriku u ime svoje zemlje zbog tih događaja, koristeći pojam "protjerivanje" a ne "premještanje stanovništva".